# Besourenga vejdovskyi
Besourenga vejdovskyi là một loài bọ cánh cứng trong họ Bọ hung (Scarabaeidae).